# 680年代
680年代（ろっぴゃくはちじゅうねんだい）は、西暦（ユリウス暦）680年から689年までの10年間を指す十年紀。

## できごと

### 681年
- 浄御原律令の編纂を開始する。

### 682年
- 一旦滅亡した東突厥が、唐から独立し再興。

### 685年
- 浅間山の噴火。

### 686年
- 天武天皇が没する。

### 687年
- フランク王国でカロリング家の宮宰ピピンが実権を握る。

### 689年
- 浄御原令を分かつ。